# Съждение
В логиката, съждението или пропозицията е мисъл, утвърждаваща или отричаща признак на предмет.
В него се разкрива част от съдържанието на понятието, чийто признак се потвърждава или отрича. Езикова форма на съждението е изречението.
Съждението е свързване най-малко на две понятия. Понятието, на което се приписва признак, се нарича субект, а понятието, което се приписва като признак, се нарича предикат и се бележи с P.

## Прости съждения
- Аналитични – анализ чрез зрението
- Синтактични – анализ чрез опит (напр. докосване, вкусване, помирисване)
- Утвърдителни – утвърждаване на признак на даден предмет
- Отрицателни – отричане на признак на даден предмет
- Единични – съждение за един обект
- Общи – съждение за цял клас от обекти
- Частни

Общите, частните, утвърдителните и отрицателните съждения не се мислят като разделени, а се използват в следните четири комбинации:
- Общоутвърждаващи (A)
- Общоотрицателни (E)
- Частноутвърждаващи (I)
- Частноотрицателни (O)

Взаимоотношенията по истинност между тези съждения се изучават от византийския логик Псел, който разполага съжденията в ъглите на квадрат, в който общоутвърждаващото съждение се бележи с А, общоотрицателното с Е, частноутвърждаващото с I, а частноотрицателното с О.

## Терминология
Терминът пропозиция (от лат. propositio – „тема“, „представа“, „предложение“ – през анг. proposition) се отнася както до (а) „съдържанието“ или „значението“ на едно съобщително изречение като семантична величина, така и, в по-старата терминология, до (б) самото съобщително изречение като езикова единица (като изреченски идеален тип на поредица от звуци или писмени знаци). Пропозициите има ствойството да бъдат истини или неистини (И/Н, 1/0). Затова са наричани също „носители на стойности по истинност“. В този смисъл терминът пропозиция се използва синонимно с термини като „твърдение“ (анг. assertion, нем. Behauptung), „изказване“ (анг. statement, нем. Aussage), а в учебниците по традиционна логика – „съждение“ (анг. judgement, нем. Urteil). В по-стари български учебници се среща и преводът „положение“ (това обаче звучи вече анахронично).
Латинският логически термин „propositio“ е въведен най-напред като превод на Аристотеловия термин „πρότασις“ по начина, по който Аристотел го дефинира в началото на Първа аналитика в по-широкия смисъл на ‘изказване’, макар че дефиницията се появява в контекста на говоренето за предпоставки на умозаключенията (силогизмите). Този превод идва най-вероятно от Апулей през II век сл.Хр. и е възприет в традицията на Боеций. Това слага началото на дългата и продължаваща до днес история на термина „пропозиция“. Едва по-късно, през ХII век, под влияние на арабската интерпретация, се появява и латинският превод на „πρότασις“ като „praemissa“ в тесния смисъл на ‘предпоставка’, докато propositio остава в употреба в общия смисъл като синоним на изказване (enuntiatio), съждение (iudicium) или изречение (sententia).